# Тищенко Петро Іванович
Петро Іванович Ти́щенко (нар. 6 вересня 1903, Дениси — пом. 6 січня 1967, Київ) — український радянський кобзар.

## Біографія
Народився 24 серпня [6 вересня] 1903 року в селі Денисах (тепер Бориспільський район Київської області, Україна). Замолоду осліп. Грати на кобзі вчився в П. В. Носача, потім сам удосконалював свою майстерність.
У період Другої світової війни об'їздив з виступами окуповані Тернопільщину, Рівненщину, Львівщину, Житомирщину, Полтавщину, Хмельниччину і частково Київщину.
У 1951 році представляв Україну в Москві, на Декаді українського мистецтва. Його було запрошено в Кремль на концерт для Й. Сталіна. 
Трагічно загинув 6 січня 1967 року, потрапивши під колеса рейсового «Ікарусу» на пішохідному переході в Києві в районі тодішньої Виставки досягнень народного господарства України.

## Творчість
У репертуарі народні пісні, пісні на слова Т. Г. Шевченка, радянських поетів. 
Автор слів і музики пісень. Першу пісню створив 1941 року про сліпого командира партизанського загону Якова Батюка — «Про сліпого партизана Батюка». Створив ряд пісень на актуальні теми тогодення: «Про Вересая», «До любові і братерства», «Переяславська Рада», мелодію на тексти І. Франка «Розриваються вільно всі пута», «Цілинні землі» та інші.